# Kungsträdgården (stacja metra)
Kungsträdgården – skalna stacja sztokholmskiego metra, położona w centrum Sztokholmu, w dzielnicy Norrmalm. Jest to stacja początkowa niebieskiej linii (T10 i T11). Dziennie korzysta z niej około 6500 osób.
Stacja leży pod placem o tej samej nazwie, na głębokości 34 metrów. Posiada dwa wyjścia przy Arsenalsgatan 10 i Regeringsgatan 10 (w centrum handlowym Gallerian). Otwarto ją 30 października 1977, jako 91. w systemie. Posiada jeden peron.
Stacja zawdzięcza swój wygląd Ulrikowi Samuelsonowi, znajdują się tam m.in. pozostałości po Pałacu Delagardieska, zegar na stacji znajduje się centralnie 35 metrów pod fontanną Molins.
Między 14 czerwca a 11 października 2009 na czas prac związanych z budową tunelu Citybanan stację Kungsträdgården całkowicie zamknięto. Stacją początkową stał się Rådhuset.

## Czas przejazdu
| Linia | Stacja  | Czas przejazdu | Stacja                                 | Czas przejazdu    |
| T10   | Hjulsta | 21 min         | T-Centralen Fridhemsplan Västra skogen | 2 min 4 min 8 min |
| T11   | Akalla  | 21 min         | T-Centralen Fridhemsplan Västra skogen | 2 min 4 min 8 min |

## Otoczenie
W najbliższym otoczeniu stacji znajdują się:
- Kungsträdgården
- Opera Królewska (Operan)
- Muzeum Tańca (Dansmuseet)
- Kościół pw. św. Jakuba (Jakobs kyrka)
- Królewski Teatr Dramatyczny
- Muzeum Narodowe